# Dendrobium treubii
Dendrobium treubii är en orkidéart som beskrevs av Johannes Jacobus Smith. Dendrobium treubii ingår i släktet Dendrobium, och familjen orkidéer. Inga underarter finns listade i Catalogue of Life.